# Nick and Norah's Infinite Playlist
Nick & Norah's Infinite Playlist és una pel·lícula de comèdia romàntica independent de 2008 dirigida per Peter Sollett i protagonitzada per Michael Cera i Kat Dennings. El guió és de Lorene Scafaria basat en la novel·la homònima de Rachel Cohn i David Levithan.
El film es va pre-esternar el 6 de setembre del 2008 al Festival Internacional de Cinema de Toronto i es va estrenar als cinemes el d'octubre del mateix any. Va estar nominada a tres Premis Satellite, un GLAAD Media Award, un MTV Movie Award i un one Golden Reel Award.

## Trama
La història tracta de Nick (Cera) que pretén ser xicot de Norah (Dennings) per cinc minuts. Aquest parell d'adolescents tractarà de trobar durant la nit a la seva banda musical favorita que donarà un concert en algun lloc secret. D'altra banda la banda de Nick portarà a Caroline, una amiga de Norah, qui totalment èbria se'ls perdrà al camí a casa.

## Repartiment
- Michael Cera com a Nick O'Leary, baixista.
- Kat Dennings com a Norah Silverberg.
- Ari Graynor com a Caroline.[3]
- Alexis Dziena com a Tris.[1] She said that the filming period was "a really fantastic time", but complained about the night shoots and having to sleep through the day: "Oh, it's terrible. ... I'm okay as long as the sun's not up when I'm going to sleep but sleeping during the day is rough."[4]
- Aaron Yoo com a Thom.[5]
- Rafi Gavron com a Dev.[6]
- Jay Baruchel com a Tal.[7]
- Jonathan B. Wright com a Lethario.
- Rachel Cohn i David Levithan, autors de la novel·la fan un cameo.[8]
- Eddie Kaye Thomas com a parella de Graynor.[3]
- Devendra Banhart[9]
- John Cho
- Seth Meyers
- Andy Samberg
- Kevin Corrigan[10]

## Banda sonora
| 1.  | «Durada»                 | Chris Bell            | 5:11 |
| 2.  | «Lover»                  | Devendra Banhart      | 3:40 |
| 3.  | «Middle Management»      | Bishop Allen          | 2:44 |
| 4.  | «Ottoman»                | Vampire Weekend       | 4:02 |
| 5.  | «Riot Radio»             | The Dead 60s          | 2:22 |
| 6.  | «Fever»                  | Takka Takka           | 3:12 |
| 7.  | «Xavia»                  | The Submarines        | 4:34 |
| 8.  | «After Hours»            | We Are Scientists     | 3:52 |
| 9.  | «Our Swords»             | Band of Horses        | 2:26 |
| 10. | «Silvery Sleds»          | Army Navy             | 4:15 |
| 11. | «Baby, You're My Light»  | Richard Hawley        | 2:54 |
| 12. | «Very Loud»              | Shout Out Louds       | 4:05 |
| 13. | «How to Say Goodbye»     | Paul Tiernan          | 3:28 |
| 14. | «Last Words»             | The Real Tuesday Weld | 4:57 |
| 15. | «Nick and Norah's Theme» | Mark Mothersbaugh     | 5:10 |